# Боу, Бриттани
Бри́ттани Бо́у (англ. Brittany Bowe, род. 24 февраля 1988 года в Окале) — американская роликобежка и конькобежка, 2-кратная чемпионка мира в спринтерском многоборье, 4-кратная чемпионка мира на отдельных дистанциях, 10-кратная призёр чемпионатов мира. 

## Биография
Бриттани Боу с раннего возраста занималась несколькими видами спорта, включая баскетбол и футбол. В возрасте 2 лет она показывала дриблинг в перерыве баскетбольных матчей колледжа. В 1996 году Боу была на вечеринке на местном катке для одноклассников, там был тренер Рене Хильдебранд, которая пригласила её на тренировку, чтобы попробовать покататься на роликовых коньках. Она соревновалась на международном уровне, приняв участие в чемпионатах мира с 2002 по 2008 год, где в общей сложности завоевала 32 медали, 11 из которых были завоеваны на чемпионатах среди взрослых.
После чемпионата мира 2008 года по роликобежному спорту Боу сосредоточилась на баскетболе, и была трёхкратной баскетболисткой года в школьном клубе "Тринити Кэтолис", позже играла на позиции разыгрывающего защитника сборной Университета Флориды "Florida Atlantic Owls" до 2010 года.. После просмотра зимних Олимпийских игр 2010 года, где участвовали её друзья Чэд Хедрик и Хизер Ричардсон переехала в Солт-Лейк-Сити, где решила стать конькобежкой и осуществить олимпийскую мечту. В 2011 году дебютировала в Кубке мира.
Тогда же в октябре 2011 года выиграла национальный чемпионат США на дистанции 500 м и стала 2-й на 1000 и 1500 м. На чемпионате мира в спринтерском многоборье 2012 заняла 18-е место. В сезоне 2012/2013 завоевала несколько подиумов на этапах Кубка мира. На шестом этапе в Калгари стала дважды третьей на 1000 метров. На восьмом этапе одержала первую в карьере победу, став первой на 1000 м с рекордом катка. 
На чемпионате мира 2013 года поднялась на 8-е место в многоборье, а на чемпионате мира на отдельных дистанциях в Сочи впервые выиграла бронзовую медаль на дистанции 1000 м. В октябре выиграла чемпионат США на дистанциях 500, 1000 и 1500 м. В сезоне 2013/2014 года на втором этапе в Солт-Лейк-Сити установила мировой рекорд на 1000 метров и национальный рекорд на 1500 метров.
Бриттани дебютировала на зимних Олимпийских играх в Сочи в феврале 2014 года и участвовала в гонках на 500, 1000 и 1500 м, заняв соответственно 12-е, 7-е и 13-е места, а также в командной гонке преследования вместе с подругами заняла 6-е место. В финале Кубка мира она заняла 3-е место в общей классификации. она в очередной раз выиграла чемпионат США в беге на 1000 м и стала 2-й на дистанциях 500 и 1500 м.
2015 год стал для Боу успешным. Сначала на чемпионате мира на отдельных дистанциях завоевала золотые медали на дистанциях 1000 и 1500 м и серебряную в беге на 500 м, а позже на чемпионате мира в спринтерском многоборье одержала общую победу, выиграв все три забега. В марте стала обладателем Кубка мира в беге на 1000 м.
Через год она вновь стала чемпионкой мира в многоборье на чемпионате мира в Сеуле и выиграла серебряную и две бронзовые медали на чемпионате мира в Коломне и закончила сезон блестящей победой в общем зачёте Кубка мира.
В июле 2016 года она получила сотрясение мозга в результате столкновения с товарищем по команде во время тренировки. В октябре того же года у нее был диагностирован синдром постуральной ортостатической тахикардии [POTS], и она страдала от проблем с кровяным давлением и обмороков. Из-за травмы она пропустила почти весь сезон 2016/17 годов.
К началу 2018 года Боу восстановилась, и на своих вторых зимних Олимпийских играх в Пхёнчхане заняла 4-е место на дистанции 1000 м и 5-е места в беге на 500 и 1500 м, а в командной гонке преследования впервые выиграла олимпийскую бронзовую медаль. После олимпиады она выиграла серебро в общем зачёте многоборья на чемпионате мира в Чанчуне.
В декабре 2018 года Боу выиграла национальный чемпионат на дистанциях 500 и 1000 м, а также одержала 5 побед на Кубке мира. В феврале 2019 года на чемпионате мира в Инцелле выиграла золото в беге на 1000 м и бронзу на 1500 м. На чемпионате мира в Херенвене заняла 3-е место в общем зачёте многоборья. Она также выиграла общий зачёт Кубка мира на дистанции 1000 м и 1500 м.
В сезоне 2019/20 годов Боу не показала лучших результатов, но вновь выиграла Кубок мира на дистанции 1000 м. В сезоне 2020/21 году в очередной раз выиграла Кубок мира в беге на 1000 и 1500 м, а также завоевала золотую медаль на дистанции 1000 м и серебряную на 1500 м на 
чемпионате мира в Херенвене. В 2022 году на зимних Олимпийских играх в Пекине Боу впервые выиграла личную медаль, завоевав бронзу на дистанции 1000 м. В марте стала обладательницей Кубка мира на дистанции 1000 м.

## Личная жизнь
Бриттани Боу посещала католическую среднюю школу Тринити в Окале, а затем Флоридский атлантический университет в Бока-Ратон. Она окончила университет в 2010 году по специальности "социология и социальные науки". Боу поделилась, что она лесбиянка. Спортсменка состоит в отношениях с нидерландской конькобежкой Манон Каммингой Её отец - Майкл Боу, а мама - Дебора Боу. У Бриттани также есть сестра по имени Брук Боу. Любит слушать музыку, играть в баскетбол, футбол, фризби. Увлекается йогой, кулинарией, выпечкой.